# Phil Collen

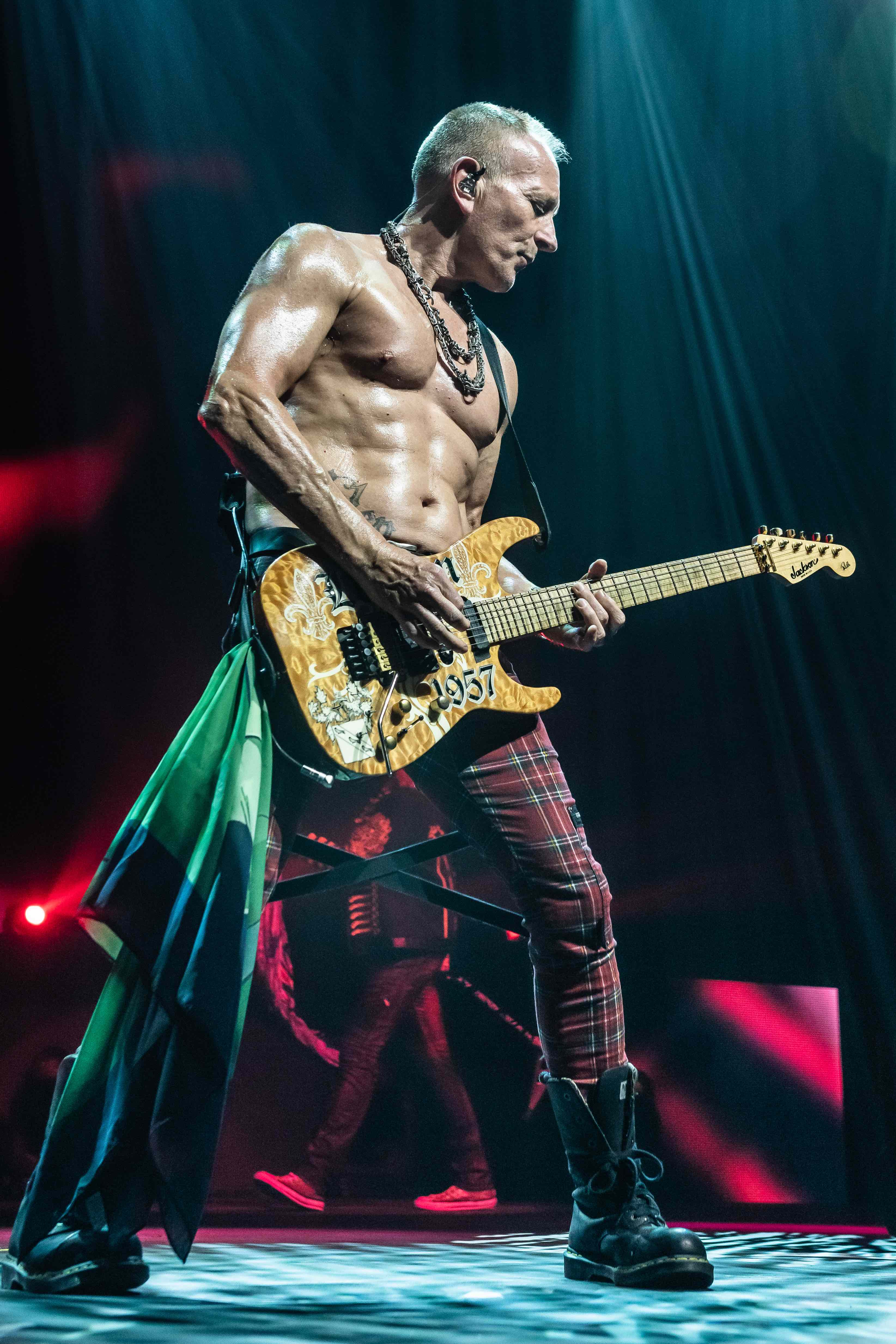
Phil Collen, 2018

Philip Kenneth Collen  (* 8. Dezember 1957 im Londoner Stadtteil Hackney) ist ein britischer Musiker und Gitarrist der britischen Hardrock-Gruppe Def Leppard, Gründer, Gitarrist und Sänger der Band Man Raze sowie Mitbegründer der Bluesrock-Band Delta Deep.

## Leben
Collen spielte in verschiedenen Hardrockbands wie Lucy, Tush, Dumb Blondes und zuletzt Girl. Girl hatten in Großbritannien mit den Alben Sheer Greed (1980) und Wasted Youth (1982) einigen Erfolg und erreichten mit ihrer Single Hollywood Tease Platz 50 der britischen Charts.
1983 ersetzte Collen den Gitarristen Pete Willis bei Def Leppard und bekam zusammen mit dem Gitarristen Steve Clark den Spitznamen „Terror Twins“, was beider Virtuosität geschuldet war. Mit Def Leppard nahm Collen das Album Pyromania auf, das der Band den Durchbruch brachte. Internationalen Erfolg erlangte die Gruppe 1987 mit dem Nachfolgealbum Hysteria. Während der Aufnahmen zum Album Adrenalize erlag Steve Clark im Januar 1991 seiner Alkoholsucht, als er nach einer Überdosis von Alkohol, Antidepressiva und Schmerzmitteln an seinem Erbrochenen erstickte. Nachfolger von Clark wurde Vivian Campbell, der seitdem zusammen mit Collen das Gitarrenduo der Band bildet.

## Nebenprojekte
Collen ist neben seiner Tätigkeit als Gitarrist bei Def Leppard seit 2004 auch Gitarrist und Sänger der Band Man Raze, der neben ihm auch Schlagzeuger Paul Cook (Sex Pistols) und Bassist Simon Laffy, der schon bei Girl mit Collen gespielt hatte, angehören. Die Gruppe veröffentlichte 2007 ihr Debütalbum Surreal, das sie in „Joe’s Garage“, dem Studio des Def-Leppard-Sängers Joe Elliott, aufgenommen hatte. Am 31. Mai 2011 veröffentlichte Man Raze die Single Over My Dead Body, der am 2. August 2011 das zweite Studioalbum Punkfunkrootsrock folgte.
Collen lebt in Orange County (Kalifornien). Er ist verheiratet und hat zwei Söhne und drei Töchter.

## Kooperation mit Jackson-Guitars
Mit dem Instrumentenhersteller Jackson Guitars hat Collen eine eigene Gitarrenlinie gestaltet. Die Gitarre mit dem Namen „PC1“ besitzt einen Korpus aus Mahagoni und eine Decke aus geflammten Ahorn. Der Hals ist ebenfalls aus geflammten Ahorn. Die Tonabnehmer werden von DiMarzio hergestellt. Die Gitarren sind mit Tremolosystemen von Floyd Rose ausgestattet. Eine Besonderheit der Gitarre ist ein Sustainer-System, mit dem Töne extrem verlängert werden können.